# Joseph-Honoré-Léonce Sieyès
Pour les articles homonymes, voir Sieyès (homonymie).
Joseph-Honoré-Léonce Sieyès (25 mai 1751 à Fréjus - 20 juillet 1830 à Paris), est un homme politique français.

## Biographie
Fils de Honoré Sieyès, bourgeois, et d'Anne Angles, c'est le frère de l'abbé Emmanuel-Joseph Sieyès. Nommé maire de Fréjus, fin 1789, il empêcha une émeute de détruire l'établissement du poids de la farine, ainsi que les moulins de la ville et rétablit l'ordre. Lors de la formation des corps administratifs le 4 août 1790, il est nommé administrateur du département du Var.
Après la réunion d'Avignon et du Comtat Venaissin à la France, il est receveur de l'enregistrement à Frejus. En l'an II, il fut liquidateur des dettes du Comtat Vénaissin.
En l'an III, il est nommé consul de la République à Valence, en l'an IV, consul général de la République dans les Deux-Siciles et à Naples.
Après l'invasion de la République romaine par l'armée napolitaine, les relations entre le royaume de Naples et la République française furent momentanément interrompues et il embarqua avec l'ambassadeur de France, sur un navire gênois qui fut arrêté par des croiseurs barbaresques et conduit à Tunis, comme prisonnier. Il dut payer une rançon pour retrouver la liberté. Il se rendit ensuite à Gênes, et reçut l'ordre de retourner à Naples, occupé par l'armée française. Il fut obligé de quitter cette résidence en avril 1800 (floréal VIII), et traversa l'Italie, insurgé contre les Français. En fructidor, il est nommé consul à Cadix, mais des problèmes de santé l’empêchèrent de rejoindre son poste.
En l'an VIII, il est nommé administrateur général des Postes, et le 4 nivôse de l'an VIII, il est élu député du Var au Corps législatif par le Sénat conservateur. Il en sortit en l'an XIV.
Il devient directeur de l'enregistrement à Chartres.
Joseph-Honoré-Léonce Sieyès meurt le 20 juillet 1830 à Paris et est inhumé au cimetière du Père-Lachaise (9e division).